# Boris Benjamin Bertram
Boris Benjamin Bertram (født 29. december 1971) er en dansk filminstruktør, producer og partner i Good Company Pictures.

## Baggrund
Han er uddannet dokumentarfilminstruktør fra Den Danske Filmskole i 2005 og har en kandidatgrad i socialpsykologi og kommunikation fra RUC.

## Filmografi
- Krigsfotografen (2019) - Filminstruktør
- Don't Give a Fox (2019) - Executive producer
- The Human Shelter (2018) - Filminstruktør
- False Confessions (2018) - Executive producer
- Big Time: Historien om Bjarke Ingels (2017) - Filmfotograf
- Helvedes helte (2014) - Filminstruktør
- Krigskampagnen (2013) - Filminstruktør
- Det forførte menneske (2011) - Filmfotograf
- Sugar Daddys Fastfood Piger (2010) - Filminstruktør
- Tankograd (2009) - Filminstruktør
- Diplomacy: The Responsibility to Protect (2008) - Filminstruktør
- Store danskere (2005) - Filminstruktør
- My Beirut (2005) - Filminstruktør
- Helligko! (2001) - Tekstforfatter

## Priser
- Moskva Film Festival
- Camden International Filmfestival
- Chelyabinsk Filmfestival
- MCA Awards
- TV-Guld prisen for bedste danske dokumentarfilm